# Elliot Bonds
Elliot Bonds, né le 23 mars 2000 à Brent, est un footballeur international guyanien jouant poste de milieu relayeur.

## Biographie

### En club
Mi-juin 2018, il rejoint l'équipe A du club anglais Dagenham & Redbridge après avoir passé ses années juniors au club, il signe son premier contrat en professionnel, il s'est entendu pour un contrat jusqu'en été 2020.
En décembre 2018, le club annonce son départ en prêt d'un mois au Farnborough FC.
En août 2019, il rejoint Hull City jusqu'à la fin de la saison.
En novembre 2020, il est victime d'une blessure au genou et sera indisponible pour le reste de la saison. Fin juin 2021, il rejoint définitivement Cheltenham Town après son prêt.
Il rejoint en prêt, en octobre 2021, le club Kidderminster Harriers.
Fleetwood Town annonce, en juin 2024, la signature du joueur qui arrive de Cheltenham Town, il a signé un contrat de trois ans,.

### En sélection
En juin 2019, il est retenu par le sélectionneur Michael Johnson afin de participer à la Gold Cup organisée aux États-Unis, en Jamaïque et au Costa Rica.